# Eugen Varga

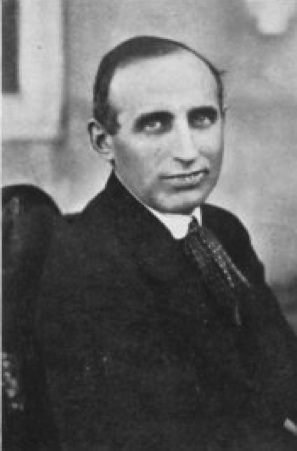
Eugen Varga (1919)

Jewgeni Samuilowitsch Warga (russisch Евге́ний Самуи́лович Ва́рга, ungarisch: Jenő Varga (Geburtsname Jenö Weiß bzw. Weisz); * 6. November 1879 in Budapest; † 7. Oktober 1964 in Moskau) war ein marxistischer Wirtschaftswissenschaftler ungarischer Abstammung.

## Leben

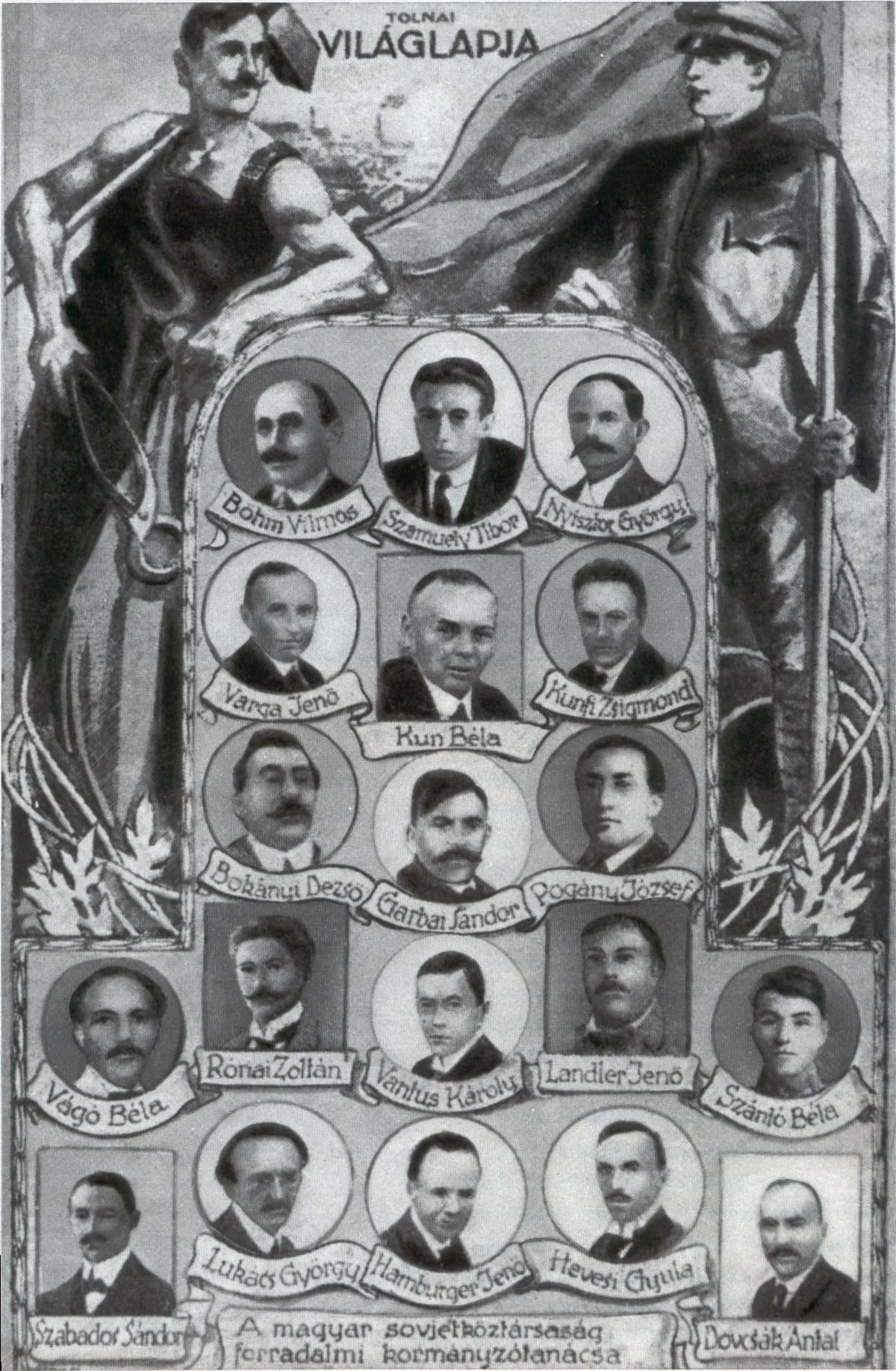
Ungarische Räteregierung 1919.
Varga links in der zweiten Reihe

Eugen Varga besuchte die Volksschule, arbeitete dann als Bäckergehilfe, benutzte seine freie Zeit zum Selbststudium und bestand das Abiturientenexamen. Er studierte Philosophie und Wirtschaftsgeographie an der Universität Budapest. Sein weitgefächertes Interesse machte ihn auch zum Mitglied der Ungarischen Psychoanalytischen Gesellschaft. Ab dem Jahr 1906 publizierte er vor allem über ökonomische Themen und wurde Mitglied der ungarischen sozialdemokratischen Partei. Vor dem Ersten Weltkrieg wurde er durch seine öffentliche Diskussion mit Otto Bauer über die Ursachen der Inflation in Österreich-Ungarn bekannt. Er gehörte damals zu den Anhängern Karl Kautskys. In den Jahren 1909 bis 1918 nach der Promotion war Varga als Lehrer an einer Budapester Wirtschaftsfachschule tätig.
Varga wurde 1919 Finanzminister der kurzlebigen ungarischen Räterepublik unter Béla Kun. Nach deren Sturz floh er nach Wien und wurde dort sechs Monate interniert. Von dort ging er 1920 in die Sowjetunion, wo er für die Komintern arbeitete. Er spezialisierte sich auf internationale Wirtschaftsprobleme und Agrarfragen. In den Jahren 1922 bis 1927 war er in der sowjetischen Botschaft in Berlin in der Abteilung Handel tätig. In den 1930er Jahren war er Wirtschaftsberater Josef Stalins. In dieser Funktion plädierte er für Arbeitseinsätze deutscher Kriegsgefangener und Demontagen als hauptsächliche Form der Reparationen Deutschlands nach 1945. Die Säuberungen dieser Jahre überstand er unbehelligt. Er war sowohl Mitglied der KPdSU als auch der Kommunistischen Partei Ungarns.
Varga verfasste die Wirtschaftsberichte für die Kongresse der Komintern von 1921 bis 1935. Er veröffentlichte viele Studien über die internationale Konjunktur, in denen er quantitative Entwicklungen in Produktion, Investition und Beschäftigung unter Nutzung offizieller Wirtschaftsdaten verschiedener Länder bewertete. Er hatte dazu eine besondere Methode der Aufbereitung von Daten entwickelt. Seine vierteljährlichen marxistischen Konjunkturanalysen und Prognosen waren Grundlage für das Handeln und die Strategie der Arbeiterbewegung. So sagte Varga auch die große Weltwirtschaftskrise von 1929 treffsicher voraus. Als Nachfolgeorganisation seines Instituts wurde 1956 das Institut für Weltwirtschaft und internationale Beziehungen gegründet.
Im Jahr 1946 veröffentlichte er The Economic Transformation of Capitalism at the End of the Second World War. Er schrieb hier, dass das kapitalistische System stabiler sei als bisher angenommen. Daraufhin wurde sein Institut geschlossen. In der zweiten Ausgabe der Großen Sowjetischen Enzyklopädie wurde er als „bürgerlicher Ökonom“ bezeichnet. Nach Stalins Tod waren die neuen Machthaber im Moskauer Kreml nicht an Vargas Vorhersagen einer „notwendigen“ Wirtschaftskrise der Vereinigten Staaten interessiert, da sie eine Politik der friedlichen Koexistenz verfolgten.
Varga kehrte in seine Heimat Ungarn nicht zurück, war aber als Wirtschaftsberater von Mátyás Rákosi tätig. Seine Pläne für Wirtschaftsplanung, Preiskontrolle und Geldreform wurden von den ungarischen Kommunisten umgesetzt. Mit dem Sturz Rákosis beim Ungarischen Volksaufstand 1956 und der Regierungsübernahme durch János Kádár endete seine Beratertätigkeit.
Er war Mitglied der Akademie der Wissenschaften der UdSSR, der Akademie der Wissenschaften der Ukrainischen SSR und der Akademie der Wissenschaften der DDR.

## Schriften
- Die Krise der kapitalistischen Weltwirtschaft, Verlag der Kommunistischen Internationale; Auslieferungsstelle für Deutschland: "Carl Hoym Nachf. Louis Cahnbley", Hamburg 1921
- Grundfragen der Ökonomik und Politik des Imperialismus: (nach dem zweiten Weltkrieg). Dietz Verlag, Berlin 1955 (Übers. von Joseph Harhammer auf Basis der russ. Ausgabe, Osnovnye voprosy ékonomiki i politiki imperializma: (posle vtoroj mirovoj vojny). Gosudarstvennoe Izdat. Politiceskoj Literatury, Moskva 1953).
- Die Krise des Kapitalismus und ihre politischen Folgen. Herausgegeben und eingeleitet von Elmar Altvater; Frankfurt/Main 1969; 2. Auflage, 1974, ISBN 3-434-45037-8
- Wirtschaft und Wirtschaftspolitik, Vierteljahresberichte 1922–1939, 5 Bände. Hrsg. von Jörg Goldberg, mit Vorworten von Georg Göncöl, Jörg Goldberg und Josef Schleifstein. Berlin:das europäische buch, 1977; DNB 550287264